# Школа українознавства імені Лесі Українки
Школа українознавства імені Лесі Українки в Сиракузах — заснована в 1955.
Директорка школи — Світлана Біґґс.
Підтримують школу місцева Кредитна Спілка та церква св. Івана Хрестителя.
Серед колишніх директорів Школи українознавства:
- мґр Ганя Грицик і мґр-а Микола Дупляк
- мґр Марія Логаза, Ольга Бачинська, о. диякон д-р Мирон Ткач та Леся Козіцька.